# Большеглаз приводный
Большеглаз приводный (лат. Notiophilus aquaticus) — вид жуков-жужелиц из подсемейства плотинников. Распространён в Европе (в том числе в Великобритании, Ирландии и Исландии) и России (включая Калининградскую область), а также в Белоруссии и Украине. Обитают в тундре, на заболоченных лугах и полях. Длина тела имаго 4,5—6 мм.